# Вессалико
Вессалико (итал. Vessalico) — коммуна в Италии, располагается в регионе Лигурия, в провинции Империя.
Население составляет 317 человек (2008 г.), плотность населения составляет 30 чел./км². Занимает площадь 10 км². Почтовый индекс — 18020. Телефонный код — 0183.
Покровительницей коммуны почитается святая равноапостольная Мария Магдалина, празднование 22 июля.

## Демография
Динамика населения:

## Администрация коммуны
- Официальный сайт: